# William Volpicella
William Volpicella (Bari, 22 luglio 1983) è un attore italiano.

## Biografia
Nato a Bari, dopo il diploma di ragioniere programmatore, lavora per circa 15 anni come Capoanimatore presso diversi villaggi turistici e Tour Operators. Nel 2008 frequenta il corso accademico di recitazione presso l'Accademia dello Spettacolo UNIKA, a Bari fino al 2010. Nel 2009 lo stage “Acting: Advanced Techniques” HB Studio Inc. Nel 2009 debutta con lo spettacolo scritto e diretto da Michele Volpicella, suo papà, dal titolo "Nel camerino di Petrolini". Nel 2010 vince il premio “Prova D’attore” per essersi distinto fra i partecipanti maschili del laboratorio “Essere Attori” del Bif&st – Bari International Film & tv Festival. Nel 2015 il suo primo e unico ruolo da protagonista al cinema ne Le frise ignoranti per la regia di Antonello De Leo e Pietro Loprieno . 
Nel 2017 si cimenta per la prima volta nel musical, in un piccolo ruolo, in "Grasso è bello" per la regia di Vito Di Leo e scrive Aktors Live - La vita reale degli attori. Secondo noi dove è in scena con Valentina Gadaleta, attrice e sua compagna, con cui forma il duo "WilVa" e con cui, al mattino, conduce attualmente un programma radiofonico quotidiano su Radio Bari. Fra il 2018 e il 2019 è nel cast di “Zio Vanja” per l’adattamento e la regia di Roberto Marafante. Nel 2019 vince con la sua compagna il Lifestyle Show Award, premio intitolato a Stefano Mastrolitti per le nuove realtà radio.

## Teatro
- Nel camerino di Petrolini, regia di Michele Volpicella (2009)
- Voci e passi fuori scena, regia Rocco Capri Chiumarulo e Anna Garofalo (2009)
- Che la pietà non vi rimanga in tasca, regia di Rocco Capri Chiumarulo (2009)
- Anche i diavoli hanno le ali, regia di William Volpicella (2010)
- Pelleàs e Melisànde – VariAzioni”,regia di Rocco Capri Chiumarulo (2010)
- La strana coppia, regia di Rocco Capri Chiumarulo e Anna Garofalo (2010)
- Sogni e Bugie, regia di William Volpicella (2010)
- Leòn e Lena Circus,regia di Stefano di Lauro (2011)
- D. di donne e…,regia di William Volpicella (2011)
- Revelations, regia di Sabrina Speranza (2012)
- Prima della poesia, regia di Rocco Capri Chiumarulo (2012)
- Pelleas Y Melisanda, regia di Rocco Capri Chiumarulo (2013)
- Dall’uomo in su, regia di William Volpicella (2013)
- Il figlio del mare, regia di Arianna Gambaccini (2013)
- Donne che danno, regia di William Volpicella (2014)
- Prima della poesia, regia di Rocco Capri Chiumarulo (2014)
- Gran Varietà, regia di Arianna Gambaccini (2014)
- Io, Luigi Tenco, regia di Barbara Buttiglione (2014)
- Napoli è – versi musica ed emozioni, regia di Annalisa Delvecchio (2014)
- Tra vento e mare – L’amore secondo Lucio Dalla, regia di William Volpicella (2014)
- Fuori di tango - spettacolo sul tango argentino (2015)
- Bohème, regia di Paola Martelli (2016)
- Il giocoso imbroglio, regia di Michele Cuonzo (2017)
- Un sogno a prima sera, regia di Antonello Loiacono (2017)
- Aktors Live, regia di William Volpicella e Valentina Gadaleta (2017)
- Tutti Esauriti – Liberamente ispirato a “Rumori fuori scena, regia di Franco Spadaro (2018)
- La Strada, regia di Vito Di Leo – Aiuto regia e “Il Matto (2018)
- Zio Vanja” – di Anton Čechov, regia di Roberto Marafante – (2018)
- Le due vergini, regia e testi di Giovanni Gentile (2019)
- Intrigo internazionale, regia di Marco Grossi (2019)
- La festa di Ognissanti, regia di Marco Grossi (2019)
- Se ti tagliassero a pezzetti – 20 anni senza Faber, regia di William Volpicella (2019)
- La prova, regia di Marianna De Pinto (2019)
- Murder Movie – L’ultimo ciak, regia di Marco Grossi (2019)
- Quello che le donne non dicono (ma sono convinte d’averci detto, regia di William Volpicella (2019)
- Sworkers” – Prod. Compagnia ACASA (2019)
- Rukeli - L'albero che sapeva danzare, regia di Marco Grossi (2019)

## Filmografia

### Cinema
- Per una banalità, regia di Mirko Cantale e Brando Taccini (2009) - cortometraggio
- Finto Potere, regia di William Volpicella (2011) - cortometraggio
- Pretexto Andaluso, regia di Letizia Lamartire (2011) - cortometraggio
- Ci vediamo domani, regia di Andrea Zaccariello (2012)
- Pane e burlesque, regia di Manuela Tempesta (2013)
- Le frise ignoranti, regia di Antonello De Leo e Pietro Loprieno (2014)
- Quaestiones, regia di Nubble Cut (2016)
- Amore e Quantum entaglement, regia di Nubble Cut (2018)

### Televisione
- Il Capitano Maria, regia di Andrea Porporati (2017)
- Due come Voi, Produzione Telebari S.r.l. regia di Silvia De Sandi – Conduttore Radio e Tv (2018-2019)
- Imma Tataranni - Sostituto procuratore – serie TV, episodio 2x05 (2022)
- Le indagini di Lolita Lobosco, regia di Luca Miniero - serie TV, episodio 2x01 (2023)

## Pubblicità
- C’ha fatte Emiliane - Campagna pubblicitaria per il sindaco di Bari Michele Emiliano (2009)
- BeMyApp Campagna pubblicitaria sul web di 3 spot per BeMyApp Italia - regia Laboratorio Orfeo (2011)
- Taormina Film Fest - Spot per il Gruppo GreenNetwork, sponsor del Taormina Film Fest - Voce off (2012)
- Il pesce italiano parla - Ministero delle politiche agricole alimentari e forestali - regia Altera Produzioni (2012)
- CGM Ciclope – Proforma ,regia di Enzo Piglionica (2013)
- Associazione Alzheimer Bari – Proforma ,regia Nicolò Accettura (2013)
- Unione Buddhista Italiana – 8x1000” – Proforma, regia di Nicolò Accettura – Voce off (2016)
- Olper’s Milk – Pakistan ,regia di Massimo Zambiasi – Co-protagonista (2018)
- CMA Febo 2018 – Produzioni Cosmopress - Protagonista (2018)

## Videografia
- Ann – “Luna rifletterò”, regia di Letizia Lamartire – Protagonista (2012)
- Io Ho Sempre Voglia – “Non c’è verità”, regia di Enzo Piglionica – Protagonista (2012)
- Shide – “Sir and Master”, regia di Donato Casale, Basix Communications- Protagonista (2013)
- Joe Penta – “Araba fenice”, regia di Lucky Dario – Protagonista (2017)
- Joan Petrelli – “Volto lo sguardo”, regia di Lucky Dario – Protagonista (2017)
- Daniele Lanave – “Vivrò di te”, regia di Nico Quaranta – Protagonista (2018)
- Dado Capogna – “Gente dipendente” , regia di Nico Quaranta - Protagonista (2018)